# 質子—質子鏈反應

質子﹣質子鏈反應在太陽或更小的恆星上佔有主導的地位。

以對數呈現不同溫度（T）下質子-質子（PP）、碳氮氧 （CNO）和3氦融合過程的相對能量輸出（ε）。虛線顯示了恒星內PP和CNO過程聯合的能量生成。在太陽核心的溫度下，PP過程會更有效率。

質子﹣質子鏈反應（英語：proton-proton chain，簡寫為p-p chain）是恆星內部將氫融合成氦的幾種核融合反應中的一種，另一種主要的反應是碳氮氧循環。質子﹣質子鏈反應在太陽或更小的恆星上佔有主導的地位。
克服兩個氫原子核之間的靜電斥力需要很大的能量，並且即使在太陽高溫的核心中，平均也還需要1010年才能完成。由於反應是如此的緩慢，因此太陽迄今仍能閃耀著，如果反應稍為快速些，太陽早就已經耗盡燃料了。
通常，質子﹣質子熔合反應只有在溫度（即動能）高到足以克服它們相互之間的庫侖斥力時才能進行。質子﹣質子反應是太陽和其它恆星燃燒產生能量來源的理論，是在1920年代由亞瑟·史坦利·艾丁頓主張和提出基本原則的。當時，太陽的溫度被認為太低，以至於不足以克服庫侖障壁。直到量子力學發展之後，發現質子可以經由波函數的隧道，穿過排斥障礙而在比傳統預測為低的溫度下進行融合反應。

## pp鏈反應
第一個步驟是兩個氫原子核1H（質子）融合成為氘，一個質子經由釋放出一個 e+和一個中微子成為中子。
1H + 1H → 2H + e+ + νe
在這個階段中釋放出的中微子帶有0.42MeV的能量。
第一個步驟進行的非常緩慢，因為它依賴的吸熱的β正電子衰變，需要吸收能量，將一個質子轉變成中子。事實上，這是整個反應的瓶頸，一顆質子平均要等待109年才能融合成氘。
正電子立刻就和電子湮滅，它們的質量轉換成兩個γ射線的光子被帶走。
e+ + e− → 2γ （它們的能量為1.02MeV）
在這之後，氘先和另一個氫原子融合成較輕的氦同位素，3He：
2H + 1H → 3He + γ （能量為5.49 MeV）
然後有三種可能的路徑來形成氦的同位素4He。在pp1分支，氦-4由兩個氦-3融合而成；在pp2和pp3分支，氦-3先和一個已經存在的氦-4融合成鈹。
在太陽，pp1最為頻繁，佔了86%，pp2佔14%，pp3佔0.11%。還有一種是極端罕見的pp4分支。

### pp1分支
3He +3He → 4He + 1H + 1H + 12.86 MeV
完整的pp1鏈反應是放出的淨能量為26.7MeV。pp1分支主要發生在一千萬至一千四百萬K的溫度，當溫度低於一千萬K時，質子﹣質子鏈反應就不能製造出4He。

### pp2分支
|  | 3He + 4He | → | 7Be + γ   |
|  | 7Be + e−  | → | 7Li + νe  |
|  | 7Li + 1H  | → | 4He + 4He |

pp2分支主要發生在一千四百萬至二千三百萬K的溫度。
90%的在7Be(e−,νe)7Li*的反應中產生的微中子，90%帶有0.861MeV的能量，剩餘的10%帶有0.383 MeV 的能量（依據鋰-7是在基態還是激發態而定）。

### pp3分支
|  | 3He + 4He | → | 7Be + γ       |
|  | 7Be + 1H  | → | 8B + γ        |
|  | 8B        | → | 8Be + e+ + νe |
|  | 8Be       | ↔ | 4He + 4He     |

pp3鏈反應發生在二千三百萬K以上的溫度。
pp3鏈雖然不是太陽主要的能量來源（只佔0.11%），但在太陽微中子問題上非常重要，因為它產生的微中子能量是非常高的（高達14.06 MeV）。

### pp4或Hep
雖然預測上有這種反應，但因為極為罕見（在太陽中只佔千萬分之三的量），因此從未曾在太陽中被觀測到。在此種反應中，氦-3直接和質子作用成為氦-4，可以產生能量更高的微中子（高達18.8 MeV）。
3He + 1H → 4He + νe + e+

### 能量釋放
比較最後產生的氦-4和4個質子的質量，顯示少了0.007或是0.7%的質量。這些質量被轉換成了能量，在各自的反應中以γ射線和微中子的形式釋放出去。在一個完整的反應鏈可以得到26.73MeV的能量。
只有以γ射線釋放的能量會和電子與質子作用來加熱太陽的內部。這些熱量支撐著太陽使它不致於因為本身的重量而崩潰。
微中子不會與一般的物質發生交互作用，而且不會支持太陽去對抗本身的重力崩潰。微中子在pp1、pp2和pp3鏈分別帶走2.0%、4.0%和28.3%的能量。

## pep反應

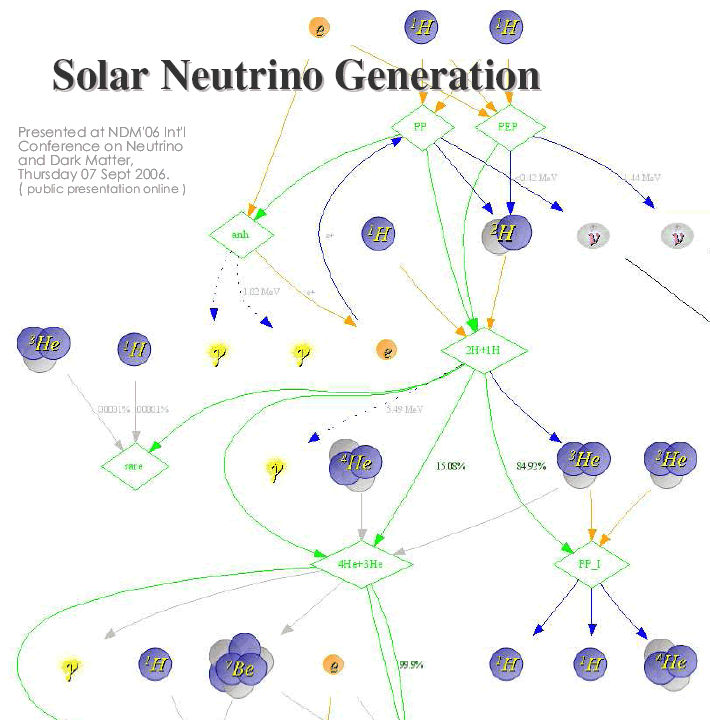
在2006年9月7日，關於微中子和暗物質的NDM國際會議網站上，恆星內的質子﹣質子和電子捕獲鏈反應圖。

恆星內的質子﹣質子和電子捕獲鏈反應比例圖。

氘也能經由罕見的pep（質子﹣電子﹣質子）反應（電子捕獲）產生：
1H + e− + 1H → 2H + νe
在太陽，pep反應和pp反應的比率是1：400，但是pep反應產生的微中子擁有更高的能量：在pp反應的第一步產生的微中子能量是0.42MeV，而pep反應產生的微中子譜線能量集中在1.44MeV。
pep和pp反應可以被看成是相同的基本交互作用，以兩種不同的費曼图表示。此處電子穿越到反應的右邊成為一個反電子，這在2006年NDM的網站圖中表示的是恆星內的質子﹣質子和電子捕獲鏈反應。